# Meylia alata
Meylia alata är en rundmaskart. Meylia alata ingår i släktet Meylia, och familjen Meyliidae. Arten är reproducerande i Sverige.